# Akhayat
Akhayat (también conocido como Asagi Dunya Obruğu) es el nombre de una sima creada por la erosión de un río subterráneo en la provincia de Mersin, Turquía. Este tipo de simas son muy habituales en la zona y son también un atractivo turístico.

## Ubicación
La sima Akhayat está situada a 7 km al norte de la ciudad de Atayurt y pertenece a este municipio. 
Para acceder hay que tomar una carretera secundaría hacia el norte a través de un desvío (36°23′31″N 34°03′04″E / 36.39194, 34.05111) que hay en la carretera D-400, continuar durante 8,2 km y tomar un camino de tierra a la derecha de 740 m hasta llegar a la sima.

## Descripción
La sima mide 150 metros de longitud, 100 de anchura y 70 de profundidad en su punto máximo. Hay una escalera antigua de roca tallada en el lado noroeste, pero una parte está demolida y descender por ella resulta peligroso. Se pueden ver varias cuevas hechas por el hombre en las paredes de la sima. 
A 400 m al oeste de la sima hay restos de un antiguo asentamiento que probablemente fue un lugar de culto. Se piensa que la sima y el asentamiento estaban relacionados entre sí. También hay unas tumbas de roca y altares al sur de la sima.
Hay otras simas en la provincia de Mersin, como Cennet ve Cehennem y en Kanlidivane. Akhayat es quizás la menos conocida debido a la dificultad del acceso y la poca promoción. 
Aunque es posible visitar la zona en la actualidad, no está considerada como una actividad turística. El gobernador de Silifke dijo que la zona permanecerá abierta al público.